# ふるさとの伝承
『ふるさとの伝承』（ふるさとのでんしょう）は、1995年4月9日から1999年4月4日までNHK教育テレビで放送されていたドキュメンタリー番組である。放送時間は毎週日曜日 19:00 - 19:40 （日本標準時）。

## 概要
NHK70周年記念事業「記録事業・民間伝承と日本の心」のひとつとして放送開始。コンセプトは「農漁村の過疎化や都市の核家族化などによって、親から子へと伝えられた伝承の多くが消え去ろうとしている。放送七十周年を機に、能登、下北など全国四十八の地域を定めて、いまも暮らしの中に生きている伝承文化とその風土を紹介する新番組」。テーマ曲には姫神の曲を使用。
当初は1年（全48回）の予定であったが、視聴者からの反響が大きかったことからその後も放送され続けた。番組の映像はNHKソフトウェア（現・NHKエンタープライズ）からリリースされたVHSビデオのほか、各地のNHK番組公開ライブラリーで視聴することもできる。

## ビデオ
- ふるさとの伝承 全30巻（規格：VHS、販売：NHKソフトウェア）
- ふるさとの祭りと芸能 全24巻（規格：VHS、販売：NHKソフトウェア） - タイトルは異なるが、内容は本番組の映像を再編集したものである。